# Listă de conducători de stat din 1545
1541 - 1542 - 1543 - 1544 - 1545 - 1546 - 1547 - 1548 - 1549
Aceasta este o listă a conducătorilor de stat din anul 1545:

## Europa
- Anglia: Henric al VIII-lea (rege din dinastia Tudor, 1509-1547)
- Astrahan: Iamghurdja (han, 1539-1554)
- Austria: Ferdinand I (arhiduce din dinastia de Habsburg, 1521-1564; ulterior, rege al Ungariei, 1526-1564; ulterior, rege al Cehiei, 1526-1564; ulterior, rege al Germaniei, 1556-1564; ulterior, împărat occidental, 1556-1564)
- Bavaria: Wilhelm al IV-lea (duce din dinastia de Wittelsbach, 1508-1550)
- Brandenburg: Joachim al II-lea Hector (principe elector din dinastia de Hohenzollern, 1535-1571)
- Cehia: Ferdinand I (rege din dinastia de Habsburg, 1526-1564; totodată, arhiduce de Austria, 1521-1564; totodată, rege al Ungariei, 1526-1564; ulterior, rege al Germaniei, 1556-1564; ulterior, împărat occidental, 1556-1564)
- Crimeea: Sahib Ghirai I ibn Mengli (han din dinastia Ghiraizilor, 1532-1551; anterior, han în Kazan, 1521-1524)
- Danemarca: Christian al III-lea (rege din dinastia de Oldenburg, 1534/1536-1559)
- Ferrara: Ercole al II-lea (duce din casa d'Este, 1534-1559; totodată, duce de Modena, 1534-1559)
- Florența: Cosimo I cel Mare (duce din familia Medici, 1537-1574; mare duce, din 1569)
- Franța: Francisc I (rege din dinastia de Valois, 1515-1547; totodată, duce de Bretagne, 1514-1524; totodată, duce de Milano, 1515-1521, 1524-1525)
- Genova: Andrea Centurione-Pietrasanta (doge, 1543-1545) și Giovanni Battista De Fornari (doge, 1545-1547)
- Germania: Carol al V-lea (rege din dinastia de Habsburg, 1519-1556; totodată, rege al Spaniei, 1516-1556; totodată, arhiduce de Austria, 1519-1521; totodată, împărat occidental, 1519-1556; ulterior, duce de Milano, 1525-1529, 1535-1540)
- Gruzia: Luarsab I (rege din dinastia Bagratizilor, 1535-1558)
- Gruzia, statul Imeretia: Bagrat al II-lea (rege din dinastia Bagratizilor, 1510-1565)
- Gruzia, statul Kakhetia: Levan (rege din dinastia Bagratizilor, 1520-1574)
- Imperiul occidental: Carol al V-lea (împărat din dinastia de Habsburg, 1519-1556; anterior, rege al Spaniei, 1516-1556; totodată, arhiduce de Austria, 1519-1521; totodată, rege al Germaniei, 1519-1556; ulterior, duce de Milano, 1525-1529, 1535-1540)
- Imperiul otoman: Suleiman Legiuitorul (Magnificul) (sultan din dinastia Osmană, 1520-1566)
- Kazan: Safa Ghirai ibn Sahib (han, 1524-1531, 1533-1546, 1548-1549)
- Lituania: Sigismund I cel Bătrân (mare duce, 1506-1548; toodată, rege al Poloniei, 1506-1548) și Sigismund al II-lea August (mare duce, 1529/1548-1569/1572; ulterior, rege al Poloniei, 1548-1572)
- Lorena Superioară: Francisc I (duce din dinastia de Lorena-Vaudemont, 1544-1545) și Carol al III-lea (sau al II-lea) cel Mare (duce din dinastia de Lorena-Vaudemont, 1545-1608)
- Mantova: Francesco al III-lea (duce din casa Gonzaga, 1540-1550)
- Modena: Ercole al II-lea (duce din casa d'Este, 1534-1559; totodată duce de Ferrara, 1534-1559)
- Moldova: Petru Rareș (domnitor, 1527-1538, 1541-1546)
- Monaco: Onorato I (senior din casa Grimaldi, 1532-1581)
- Montferrat: Margareta (marchezină din dinastia Paleologilor, 1536-1566)
- Moscova: Ivan al IV-lea Vasilievici cel Groaznic (mare cneaz, 1533-1584; țar, din 1547)
- Navarra: Henric al II-lea (rege din casa de Albert-Navarre, 1517-1555)
- Parma și Piacenza: Pier Luigi Farnese (duce din casa Farnese, 1545-1547)
- Polonia: Sigismund I cel Bătrân (rege din dinastia Jagiello, 1506-1548; totodată, mare duce de Lituania, 1506-1548)
- Portugalia: Joao al III-lea (rege din dinastia de Aviz, 1521-1557)
- Prusia: Albrecht de Hohenzollern (duce din dinastia de Hohenzollern, 1525-1568; anterior, mare maestru al Ordinului teutonic, 1511-1525)
- Savoia: Carol al III-lea cel Bun (duce, 1504-1553)
- Saxonia, linia Albertină: Mauriciu (duce din dinastia de Wettin, 1541-1553; principe elector, din 1548)
- Saxonia, linia Ernestină: Johann Frederic I cel Mărinimos (principe elector de Wettin, 1532-1547)
- Scoția: Maria (regină din dinastia Stuart, 1542-1567)
- Spania: Carol I (rege din dinastia de Habsburg, 1516-1556; ulterior, arhiduce de Austria, 1519-1521; ulterior, rege al Germaniei, 1519-1556; ulterior, împărat occidental, 1519-1556; ulterior, duce de Milano, 1525-1529, 1535-1540)
- Statul papal: Paul al III-lea (papă, 1534-1549)
- Suedia: Gustav I Wasa (rege din dinastia Wasa, 1521/1523-1560)
- Transilvania: Ioan Sigismund (principe, 1540-1551, 1556-1571; totodată, rege nominal al Ungariei, 1540-1551, 1556-1571) și Gheorghe Martinuzzi (guvernator, 1541-1551)
- Țara Românească: Radu Paisie (domnitor, 1535-1545) și Mircea Ciobanul (domnitor, 1545-1552, 1553-1554, 1558-1559)
- Ungaria: Ferdinand I (rege din dinastia de Habsburg, 1526-1564; totodată, arhiduce de Austria, 1521-1564; totodată, rege al Cehiei, 1526-1564; ulterior, rege al Germaniei, 1556-1564; ulterior, împărat occidental, 1556-1564) și Ioan al II-lea Sigismund Zapolya (rege nominal, 1540-1551, 1556-1571; totodată, principe al Transilvaniei, 1540-1551, 1556-1571)
- Veneția: Pietro Lando (doge, 1539-1545) și Francesco Donato (doge, 1545-1553)

Continent foarte călduros. 

## Africa
- Bagirmi: Lubatko (mbang, 1536-1548)
- Benin: Esigie (obba, 1504-1550)
- Buganda: Mulondo (kabaka, 1524-1554) și Jemba (kabaka, 1524-1554)
- Congo: Francisco (Mpudi a Nzinga) (mani kongo, 1544-1546)
- Ethiopia: Galawdewos (Claudius) (împărat, 1540-1559)
- Hafsizii: Ahmad al III-lea ibn al-Hassan (calif din dinastia Hafsizilor, 1543-1569)
- Imerina: Andriamanelo (rege, cca. 1540-cca. 1575)
- Imperiul otoman: Suleiman Legiuitorul (Magnificul) (sultan din dinastia Osmană, 1520-1566)
- Kanem-Bornu: Ali al II-lea Zainami (sultan, 1544-cca. 1548)
- Munhumutapa: Neshangwe Munembire (rege din dinastia Munhumutapa, cca. 1530-cca. 1550)
- Oyo: Ofinran (sau Ofiran) (rege, cca. 1544-cca. 1554)
- Rwanda: Kigeri I Mukobanya (rege, cca. 1528-cca. 1552)
- Sennar: Nayil ibn Amara (sultan, cca. 1534-cca. 1551)
- Songhay: Ishak I ibn Muhammad (rege din dinastia Askia, 1539-1549)

## Asia

### Orientul Apropiat
- Iran: Tahmasp I (șah din dinastia Safavidă, 1524-1576)
- Imperiul otoman: Suleiman Legiuitorul (Magnificul) (sultan din dinastia Osmană, 1520-1566)

### Orientul Îndepărtat
- Atjeh: Ala ad-Din Riayat Șah al-Kahhar ibn Ali Mughayat (sultan, 1537-1571)
- Bengal: Muhammad Han (sultan din casa Surizilor afghani, 1545-1555)
- Birmania, statul Arakan: Minbin (Zabuk Șah) (rege din dinastia de Mrohaung, 1531-1551)
- Birmania, statul Ava: Hkonmaing (rege șan, 1543-1546)
- Birmania, statul Toungoo: Tabinșwehti (conducător, 1531-1550; rege, din 1546)
- Cambodgea: Preah Bat Samdech Preah Barominteac Reachea Thireach Reamea Thippadey (Ang Chan) (rege, 1516-1566)
- China: Shizong (Zhu Houcong) (împărat din dinastia Ming, 1522-1566)
- Coreea, statul Choson: Injong (Yi Ho) (rege din dinastia Yi, 1545)
- India, statul Delhi: Șir Șah (Sur) ibn Hassan (sultan din dinastia Surizilor afghani, 1540-1545; anterior, sultan în Bengal, 1539-1540) și Islam Șah ibn Șir (sultan din dinastia Surizilor afghani, 1545-1553)
- India, statul Gujarat: Mahmud Șah al III-lea (Mahmud Han) ibn Latif ibn Muzaffar (II) (sultan, 1537-1554)
- India, statul Handeș: Mubarak Șah al II-lea ibn Ahmad (sultan din dinastia Farukizilor, 1537-1566)
- India, statul Vijayanagar: Sadașivaraya I (rege din dinastia Tuluva, 1542-1565)
- Japonia: Go-Nara (împărat, 1536-1557), Yoșiharu (principe imperial din familia Așikaga, 1521-1545) și Yoșiteru (principe imperial din familia Așikaga, 1545-1565)
- Laos, statul Lan Xang: Tiao Photisan (Phothi Sarath) (rege, 1520-1548)
- Mongolii: Bodi Alagh hagan (han, 1543-1547/1548)
- Nepal (Benepa): Pranamalla (rege din dinastia Malla, în jur de 1535) (?)
- Nepal (Kathmandu): Suryamalla (rege din dinastia Malla, ?-?) (?) și Narendramalla (rege din dinastia Malla, ?-?) (?)
- Sri Lanka, statul Jaffna: Sangili Segarajakesaran al VIII-lea (rege, 1519-1565)
- Sri Lanka, statul Kotte: Bhuvanekabahu al VII-lea (rege, 1521-1550/1551)
- Thailanda, statul Ayutthaya: Prajairaja (rege, 1534-1546)
- Tibet: mK'as-grub bSod-nams rgya-mtsho (dalai lama, 1543-1588)
- Vietnam, statul Dai Viet: Le Trang-tong (Du hoang-de) (rege din dinastia Le târzie, 1533-1548)
- Vietnam (Hanoi): Mac Phuc Hai (rege din dinastia Mac, 1540-1546)
- Vietnam (Taydo): Trinh Kiem (rege din dinastia Trinh, 1539/1545-1569)